# Ř
Ř – litera alfabetu czeskiego i górnołużyckiego ze znakiem diakrytycznym (haczkiem). W alfabecie czeskim oznacza spółgłoskę drżącą dziąsłową podniesioną [r̝], a w języku górnołużyckim spółgłoskę szczelinową zadziąsłową bezdźwięczną [ʃ]. Odpowiednik dwuznaku rz (podobne brzmienie).

## Wymowa
| Wymowa pojedynczej litery      | řProblem z odtwarzaniem tego pliku? Zobacz strony pomocy.    |
| Wymowa litery w wyrazie (řeka) | řekaProblem z odtwarzaniem tego pliku? Zobacz strony pomocy. |